# Васена (Леко)
Васена је насеље у Италији у округу Леко, региону Ломбардија.
Према процени из 2011. у насељу је живело 359 становника. Насеље се налази на надморској висини од 213 м.